# دیوردی ماروالیچ
دیوردی ماروالیچ-سِکِی (مجاری: Györgyi Marvalics-Székely; ۱ دسامبر ۱۹۲۴ – ۱۸ ژوئیهٔ ۲۰۰۲) شمشیرباز زن اهل مجارستان بود.
وی در مسابقات کشوری و بین‌المللی در مجموع برندهٔ ۱ مدال نقره شده‌است.